# Irigilla
Irigilla is een geslacht van vlinders van de familie grasmotten (Crambidae), uit de onderfamilie Odontiinae.

## Soorten
- I. nypsiusalis Walker, 1859
- I. purpuralis Hampson, 1908
- I. rufeolalis Mabille, 1900